# Автомайдан

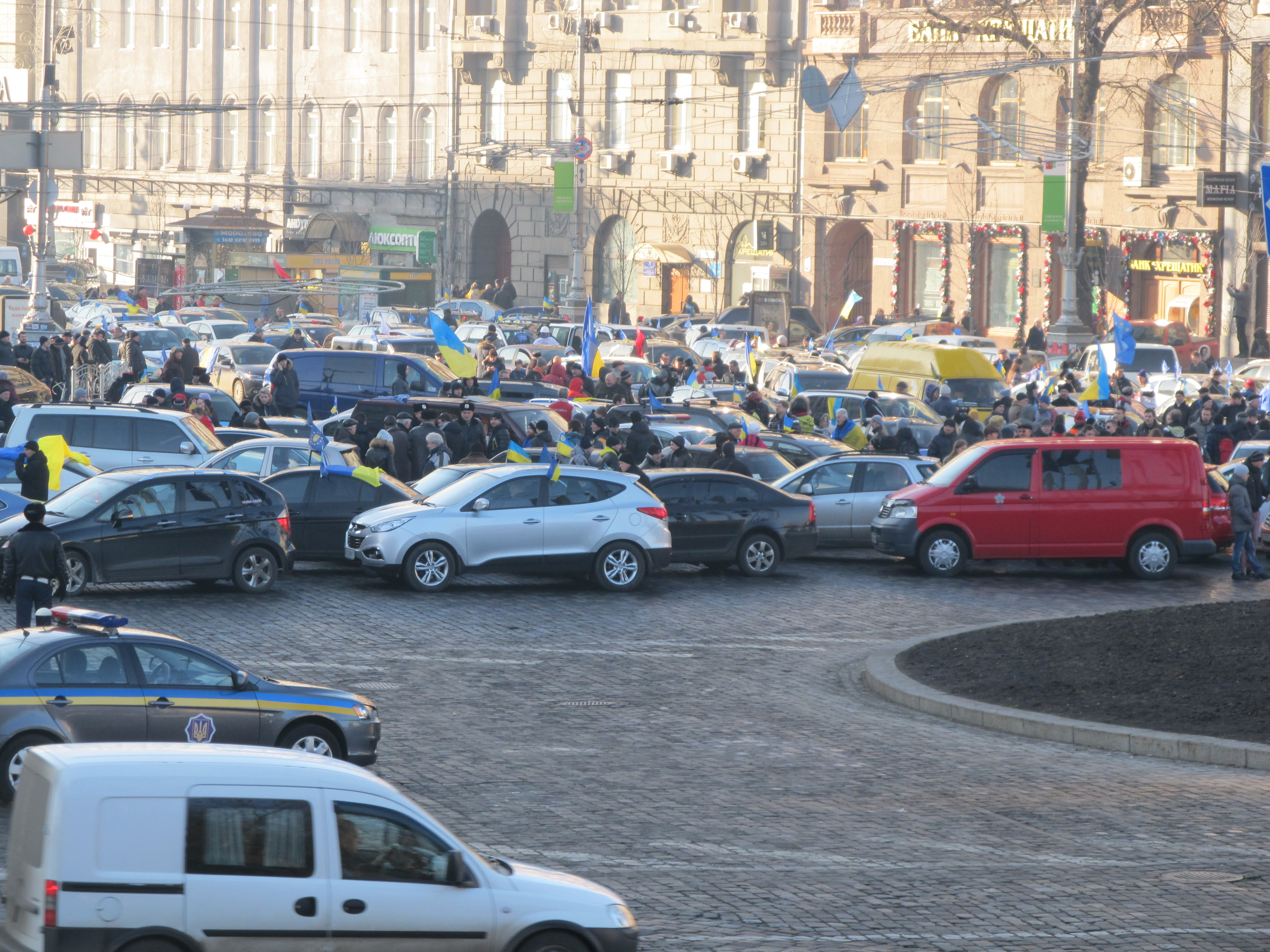
Автомайдан в Києві

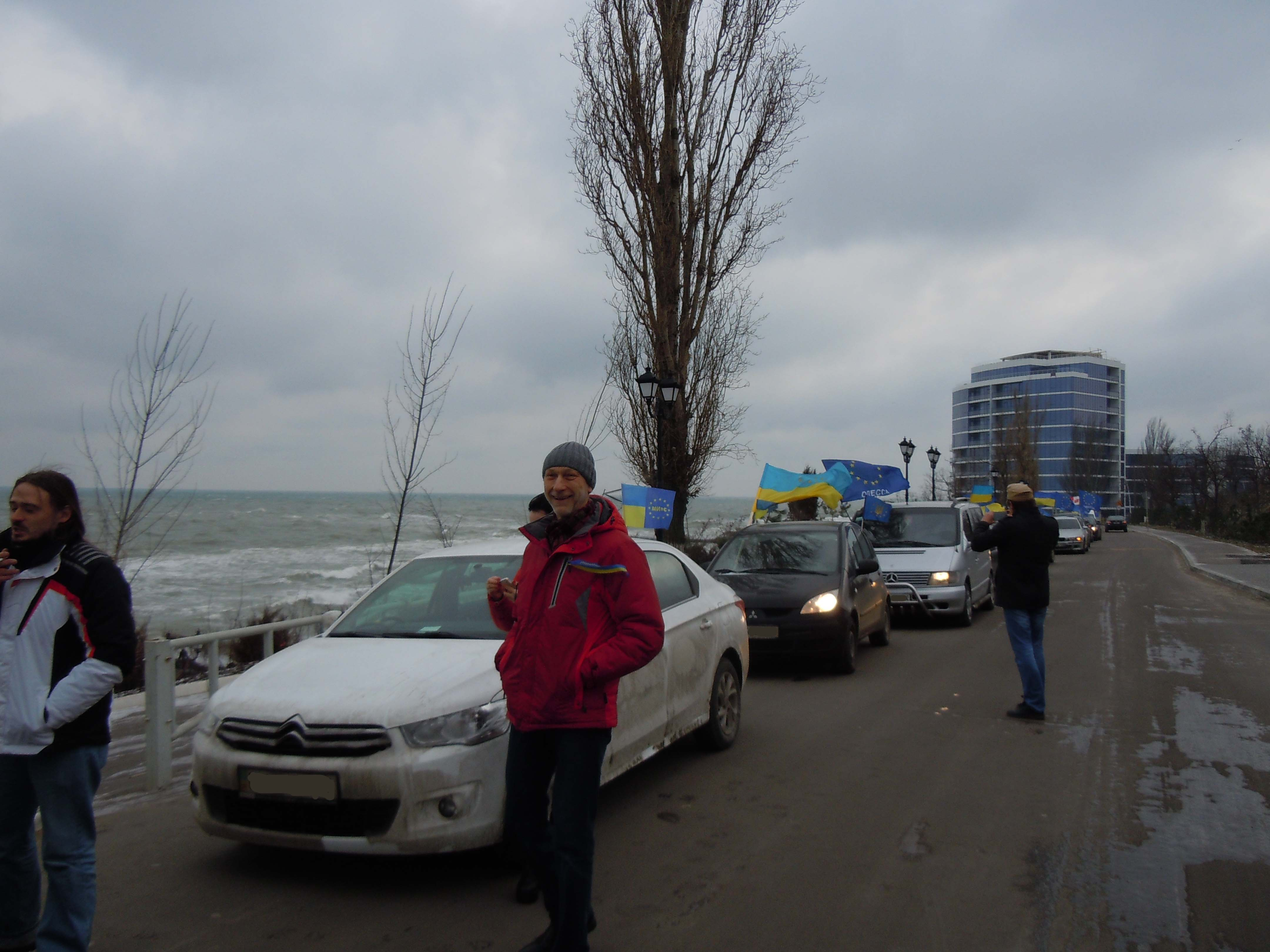
Колона автомайданівців в Одесі

«Автомайда́н» — мобільний підрозділ Євромайдану, який складався з групи самостійних колон автомобілістів. Виконували екстериторіальні завдання мирного спротиву владі: патрулювання вулиць, блокування адміністративних будівель і помешкань членів режиму, супроводження та евакуація активістів. Де-факто створений 30 листопада 2013 року.

## Історія
Ознаки цивільного автопротесту, який переріс у систематичний автоспротив і цілісну субкультуру під час Української Революції 2013—2014, з'явилися у першу добу після розгону Євромайдану у ніч 30 листопада. У Києві стихійно виникали групи автомібілістів, які протяжно сигналили у центрі міста на знак протесту проти жорстокого розгону владою мирної акції на Майдані минулої ночі, а близько 12:00 30-го листопада група із п'яти автомобілів приєдналася до блокування 20-30-ма активістами вулиці Хрещатик на перетині з Інститутською. Спроби партруля ДАІ примусити залишити перехрестя присікалося активістами, що спустилися з мітингу на Михайлівській площі.

### Після Майдану
Після повалення Януковича Автомайдан у Києві розділився на три організації:
1. Всеукраїнське Об'єднання «Автомайдан» — члени правління організації — Олексій Гриценко, Сергій Хаджинов, Катерина Бутко, Ігор Василів, Марина Гоношиліна, Віталій Уманець.
2. Автомайдан Київ з координаторами Катериною Кувіта та Дмитром Карпом;
3. Автомайдан Громада з координатором Василем Футіним;

Автомайдан на Волині також розділився на дві частини — фракцію прихильників Ігоря Оборонова (зареєстровану 13 березня 2014 року під назвою «Автомайдан Україна» за адресою офіса Оборонова в Дубнівському мікрорайоні Луцька, код ЄДРПОУ 39134201, лідерами були: Оборонов Ігор Юрійович - у 2014-2015 рр.; Попик Андрій Миколайович - у 2015-2016 рр.; Ольховий Андрій Олександрович - з 2016 р.) та фракцію прихильників Сергія Похи «Автомайдан Волинь» (зареєстровану 3 березня 2014 року за домашньою адресою Похи, код ЄДРПОУ 39118593, лідерами були: Поха Сергій Анатолійович - до 29 березня 2023 року; Лисак Олександра Валеріївна - з 29 березня 2023 року).
Остання ГО стала більш активною та політичниою. .
Громадська організація "Всеукраїнське об'єднання «Автомайдан» своїми головними завданнями визначила:
1. Боротьба з корупцією;
2. Громадський контроль роботи влади;
3. Ініціалізація громадянського суспільства в Україні.

За власним твердженням, ВО «Автомайдан» — є виключно громадською організацією, без політичних амбіцій.
Основним виконавчим органом є правління організації. Членами правління ВГО «Автомайдан» є:
1. Олексій Гриценко — голова ГО
2. Сергій Хаджинов
3. Катерина Бутко
4. Ігор Василів — голова тернопільского осередку ВО «Автомайдан»
5. Марина Гоношиліна
6. Віталій Уманець

Також в Києві існує інша організація — Автомайдан Київ, яка складається з колишніх активістів Автомайдану. Офіс «Автомайдан Київ» знаходиться за адресою: вул. Лаврська 6. Координатори ГО: Катерина Кувіта та Дмитро Карп.

### В 2024 році
В 2024 році Автомайдан та Центр протидії корупції представяють подкаст #ХтоКрайній, що веде Катерина Бутко.

## Поширення
Осередки Автомайдану протягом грудня 2013 виникли у низці міст України, зокрема: Києві, Донецьку, Луцьку, Львові, Одесі, Ужгороді, Харкові, Херсоні, Хмельницькому Черкаси та ін.
Найрезонансніші акції: блокування автомобільного руху, автопробіг до резиденції Президента України Віктора Януковича у Межигір'ї, вистежування та знешкодження кримінального елементу, що співпрацював з владою (полювання на тітушок), евакуація поранених активістів Євромайдану з місць протистоянь, а також з лікарень, яким загрожували рейди міліцейських ескадронів смерті.
Ефективність акцій Автомайдану примусила режим Януковича вдатися до жорстких, але часом анекдотичних репресій. Зокрема, провладна більшість Верховної Ради 16 січня 2014 року пакетом прийняла закон, яким заборонялося пересування по автошляхах машин кількістю понад 5 одиниць. У відповідь на задньому бампері та склі автомобілей масово почали з'являтися наліпки: «Не їдь за мною, я — п'ятий!».

## Акції
- поїздка до Межигір'я
- пікетування будинків, маєтків та інших об'єктів можновладців, провладних політиків, діячів та олігархів у Києві та у регіонах (Андрія Клюєва[14], Віктора Пшонки[15], Віктора Медведчука[16], Миколи Азарова[17], Віталія Захарченка[18], Дмитра Табачника[19], Бориса Клімчука, депутатів від Партії регіонів та інших посадовців Волині[20][21], родини Олега Сала[22], Ріната Ахметова[23], одного з офіцерів спецпідрозділу «Беркут» Євгена Антонова[24] тощо).
- на регулярній основі проводить патрулювання Києва. Вночі мінімум 10 машин патрулюють місто. Буває до 200 автомобілів.

## Активісти

### Київ
- Олексій Гриценко — заступник директора IT-компанії, син політика Анатолія Гриценка,
- Сергій Хаджинов — генеральний директор представництва іноземної компанії, що виробляє промислову хімію.
- Сергій Коба — 23 січня 2014 року з'явилося повідомлення про його виїзд з України через загрозу арешту[25],
- Дмитро Булатов — бізнесмен, «голос» Автомайдану, з 22 січня 2014 року зник[26][27] та був знайдений 30 січня 2014 року у селі Вишеньки Бориспільського району після побиття та катувань[28]. 2 лютого 2014 року був відправлений на лікування до однієї з клінік Литви[29],
- Ярослав Гончар — заступник голови громадського Антикорупційного комітету Тетяни Чорновол. З кінця 2013 року брав участь, а після викрадення Дмитра Булатова, організовував акції Автомайдану.
- Олександр Кравцов — активіст ініціативи «Дріжджі». 23 січня 2014 разом з іншими активістами був побитий та затриманий Беркутом. Після місяця в СІЗО був випущений під домашній арешт, в подальшому звинувачення були зняті.  [30]
- Сергій Поярков — український художник і політичний коментатор.
- Роман Маселко — адвокат, член Колегії Адвокатської дорадчої групи, експерт судової групи Реанімаційного пакету реформ.

### Кіровоград
- Віктор Чміленко — фермер, активіст Євромайдану. Убитий снайпером 20 лютого 2014 на вулиці Інститутській у Києві. Герой «Небесної сотні».

### Сімферополь
- Сенцов Олег Геннадійович — український кінорежисер, сценарист та письменник, громадський активіст. Генеральний директор кінокомпанії «Край Кінема». Лауреат Шевченківської премії. Політичний в'язень у Російській Федерації.